# La caccia (serie televisiva)
La caccia (La caza) è una serie televisiva spagnola composta da 32 episodi, creata da Agustín Martínez e Luis Moya, e diretta da Álvaro Ron, insieme a Salvador García Ruiz. La serie è basata sul romanzo Monteperdido di Agustín Martínez. La prima stagione è stata intitolata La caccia - Monteperdido (La caza. Monteperdido), dal titolo del romanzo da cui è tratta. La seconda è stata intitolata La caccia - Tramuntana (La caza. Tramuntana), località in cui è ambientata. La terza stagione è stata intitolata La caccia - Guadiana (La caza. Guadiana). La quarta stagione è stata intitolata La caccia - Irati (La caza. Irati).
In Spagna la serie è stata trasmessa dal 25 marzo 2019 al 20 aprile 2023 su La 1.
In Italia viene trasmessa dal 10 novembre 2019 in prima serata su Canale 5.

## Trama

### Prima stagione:La caccia - Monteperdido
Due giovani di undici anni, Ana e Lucía, tornando a casa dopo la scuola, scompaiono nella vallata di Monteperdido, in un paese circondato dalla natura lussureggiante dei Pirenei. Dopo un'approfondita ricerca, le autorità non riescono a trovare alcun indizio e il caso rimane irrisolto, sconvolgendo profondamente la vita dei residenti.
Cinque anni dopo, una delle due ragazze, Ana, viene ritrovata in stato di incoscienza con una grave commozione cerebrale provocata da un incidente d’auto in cui il conducente ha perso la vita.
Due militari dell'Unità Centrale della Guardia Civil, Sara Campos e Santiago Baín, vengono chiamati da Madrid per cercare di risolvere il complicato caso, fino ad allora affidato al comandante dell'unità locale, Victor Gamero.
Mentre Ana, ancora ricoverata, riabbraccia i suoi genitori e cerca di superare il trauma, continuano le ricerche per tentare di salvare Lucía. Ana ha ricordi vaghi e fumosi del luogo dove entrambe le ragazze sono state tenute prigioniere, ma è evidente che nasconda dei segreti. Questo è causa di profondo astio tra le due famiglie.

### Seconda stagione:La caccia - Tramuntana
Il sergente Selva arriva nella cittadina di Tramuntana, nella Sierra de Tramontana di Maiorca, con una missione: scoprire cosa è successo alla sua compagna Sara Campos. Il sergente aveva avviato, quindici giorni prima, un'indagine nello stesso luogo per l'omicidio di Bernat Cervera, uno degli uomini più amati dagli abitanti del paese e assassinato davanti a tre giovani.

### Terza stagione:La caccia - Guadiana
Gli investigatori Sara Campos e Víctor Gamero, così come il tenente Selva, risolvono ancora una volta un mistero in una nuova ambientazione. Questa volta, il caso si svolge sulle rive del fiume Guadiana, a Huelva, in una piccola città la cui vita viene drammaticamente cambiata durante un mercato domenicale. Dopo una crisi maniacale, Mario, un ragazzo di 19 anni, compirà una strage che porrà fine alla vita di tre persone.  Dodici anni dopo, con Mario rinchiuso nella struttura psichiatrica penitenziaria di Siviglia, un nuovo evento riaprirà le vecchie ferite della cittadina, dando vita a una nuova indagine.

## Episodi
| Stagione         | Episodi | Episodi | Prima TV Spagna | Prima TV Italia |
| Stagione         | Spagna  | Italia  | Prima TV Spagna | Prima TV Italia |
| ---------------- | ------- | ------- | --------------- | --------------- |
| Prima stagione   | 8       | 4       | 2019            | 2019            |
| Seconda stagione | 8       | 4       | 2021            | inedita         |
| Terza stagione   | 8       | 4       | 2023            | inedita         |

## Personaggi e interpreti

### Prima stagione:La caccia - Monteperdido(2019)

#### Personaggi principali
- Sara Campos, interpretata da Megan Montaner, doppiata da Benedetta Degli Innocenti.
- Santiago Baín, interpretato da Francis Lorenzo, doppiato da Stefano Benassi.
- Víctor Gamero, interpretato da Alain Hernández, doppiato da Francesco Venditti.
- Álvaro Montell, interpretato da Pablo Derqui, doppiato da Massimo Bitossi.
- Raquel Mur, interpretata da Bea Segura, doppiata da Chiara Gioncardi.
- Rafael Grau, interpretato da Patxi Freytez.
- Montse Grau, interpretata da Mar Sodupe, doppiata da Sabrina Duranti.
- Joaquín Castán, interpretato da Jorge Bosch, doppiato da Fabrizio Vidale.
- Quim Castán Grau, interpretato da David Solans, doppiato da Flavio Aquilone.
- Ana Montrell Mur, interpretata da Carla Díaz, doppiata da Rossa Caputo.

Con la collaborazione speciale di
- Caridad, interpretata da Beatriz Carvajal, doppiata da Lorenza Biella.
- Nicolás Souto, interpretato da Jordi Sánchez, doppiato da Stefano Thermes.

#### Personaggi secondari
- Lucía Castán Grau (ragazza, episodi 2-8), interpretata da Ester Expósito, doppiata da Lucrezia Marricchi.
- Gaizka Elordi, interpretato da Juan Díaz, doppiato da Daniele Raffaeli.
- Román Gamero, interpretato da Alberto Berzal.
- Padre Bertrand, interpretato da Alfonso Torregrosa, doppiato da Francesco Prando.
- Ismael Casella, interpretato da Chechu Salgado, doppiato da Raffaele Carpentieri.
- Marcial Nerín, interpretato da Pako Revueltas.
- Elisa Nerín, interpretata da Aria Bedmar.
- Ximena Souto (episodi 2-8), interpretata da Laura Moray, doppiata da Margherita De Risi.
- Ana Montrell Mur (bambina), interpretata da Daniela Rubio.
- Lucía Castán Grau (bambina), interpretata da Irene Jiménez.
- Burgos, interpretato da Javier Cifrián
- Rojas, interpretato da Marcos González.
- Pujante, interpretato da Roberto Pérez "Chapu", doppiato da Leonardo Graziano.
- Padre di Joaquín Castán, interpretato da Zorion Eguileor, doppiato da Bruno Alessandro.
- Madre di Joaquín Castán, interpretata da Teresa Del Olmo, doppiata da Graziella Polesinanti.
- Col. Figueroa, interpretato da Angel Hidalgo, doppiato da Mario Cordova.
- Dottoressa, interpretata da Mariona Tena, doppiata da Angela Brusa.

### Seconda stagione:La caccia - Tramuntana(2021)

#### Personaggi principali
- Sara Campos, interpretata da Megan Montaner, doppiata da Benedetta Degli Innocenti.
- Victor Garmero, interpretato da Alain Hernández, doppiato da Francesco Venditti.
- Sergente Ernesto Selva, interpretato da Félix Gómez.
- Catalina "Cati" Trías (episodi 1-6, 8), interpretata da Sara Rivero.
- Madre Teresa, interpretata da Llum Barrera.
- Llorenç Company (episodi 1-3, 5-8), interpretato da Óscar Molina.
- Inés Mestre (episodi 1-3, 5-8), interpretata da Victoria Pages.
- Samiah Chrérif (episodi 1-3, 5-8), interpretata da Nadia Al Saaidi.
- Gerard Torres (episodio 1), interpretato da Ernest Villegas.
- Joanna Bosch (episodi 1-4, 6-8), interpretata da Elia Galera.
- Julia Reig, interpretata da Maria Mercado.
- Lance Reader (episodi 1-4, 6-8), interpretato da Andrew Tarbet.
- Mónica Vinent, interpretata da Íngrid Rubio.
- Bela Lebedev, interpretata da Zoe Stein.

Con la collaborazione speciale di
- Caridad (episodi 3-5, 7-8), interpretata da Beatriz Carvajal, doppiata da Lorenza Biella.
- Ángel (episodi 3-8), interpretato da Tristán Ulloa.

#### Personaggi secondari
- Vicente Trías (episodio 1), interpretato da Miquel Gelabert.
- Juan, interpretato da Samuel Santamaría.
- Bernat Cervera (episodi 1, 3), interpretato da Francesc Albiol.
- Jaume Febrer (episodi 1-3, 5-8), interpretato da Jaime Pujol.
- Daniel "Dani" Coll (episodi 1-6), interpretato da Jorge Motos.
- Miquel Torres Bosch (episodi 1-4, 6, 8), interpretato da Álvaro Rico.
- Marta Salort (episodi 2-3, 5-8), interpretata da Blanca Apilánez.

#### Personaggi ricorrenti
- Biel Carretero (episodi 1, 4), interpretato da Carles Molinet.
- Agente Vila (episodi 1-3, 5), interpretato da Xavi Frau.
- Amelia Reig (episodio 2, 4), interpretata da Yaël Belicha.
- Sara Campos (bambina) (episodi 2-8), interpretata da Luna Fulgencio.
- David Marcos / Malena Marcos (episodi 3-5, 7), interpretata da Belén Fabra.
- Oriol Noguera (episodi 3-6, 8), interpretato da Jorge Suquet.
- Marc Silvela (episodi 3-5), interpretato da Mateu Bosch.
- Esther Carretero (episodio 4), interpretata da Anne Perelló.
- Bartolo "Tolo" Company Mestre (episodio 5, 7-8), interpretato da Carlos Llecha.

## Produzione

### Riprese
La prima stagione è stata girata nella Valle di Benasque sui Pirenei aragonesi, situata nell'attuale regione del Ribagorza, nella parte superiore del bacino del fiume Ésera.

### Rinnovo
Il 27 maggio 2019 la serie è stata rinnovata per una seconda stagione, anch'essa composta da otto episodi.
Il 20 agosto 2019 è stato annunciato che la seconda stagione si sarebbe girata nella Sierra de Tramontana e che avrebbe avuto ancora Megan Montaner e Alain Hernández come protagonisti e con il titolo di Caccia - Tramuntana. L'inizio della realizzazione era previsto per marzo 2020, ma la produzione è stata sospesa a causa della pandemia da COVID-19 ed è ricominciata a luglio 2020; le riprese secondo le previsioni dureranno 12 settimane, di cui 3 a Maiorca e le rimanenti a Madrid.

### Anteprima
La serie era stata presentata in anteprima il 12 marzo 2019 al Capitol Cinema di Madrid.

## Distribuzione

### Spagna
Le tre stagioni della serie sono andate in onda dal 25 marzo 2019 al 20 aprile 2023 su La 1: la prima stagione (intitolata La caza. Monteperdido) è stata trasmessa dal 25 marzo al 20 maggio 2019, la seconda (intitolata La caza. Tramuntana) è stata trasmessa dal 13 gennaio al 3 marzo 2021, mentre la terza ed ultima stagione (intitolata La caza. Guadiana) è andata in onda dal 16 marzo al 20 aprile 2023.
Composizione puntate
In originale la serie è composta da tre stagioni per un totale di 24 puntate, ognuna delle quali ha una durata che varia dai 60 ai 70 minuti circa: la prima stagione comprende le prime 8 puntate, la seconda le successive 8, mentre la terza le rimanenti 8.

### Italia
In Italia la serie viene trasmessa dal 10 novembre 2019 in prima serata su Canale 5: la prima stagione (intitolata La caccia - Monteperdido) è stata trasmessa ogni domenica in prima serata dal 10 novembre al 1º dicembre 2019, mentre la seconda stagione (intitolata La caccia - Tramuntana) e la terza (intitolata La caccia - Guadiana) sono inedite.
Composizione puntate
In Italia la serie è composta dalle stesse due stagioni nella quale ogni puntata originale di 60-70 minuti è rimontata in modo da formare 8 puntate da 120 minuti: la prima stagione comprende le prime 4 puntate, mentre la seconda le rimanenti 4.